# Mi vaca lechera
Mi vaca lechera, también conocida como La vaca lechera o Tengo una vaca lechera es el título de una canción compuesta por Fernando García Morcillo y letra de Jacobo Morcillo y publicada en 1946, convirtiéndose en el tema más popular del año en España y según datos de la SGAE la de mayor recaudación.

## Descripción
En tono divertido, casi infantil, la canción relata la felicidad del propietario por poseer una vaca que le proporciona leche merengada, llegando a equiparar esta propiedad con el amor que profesa a su pareja (Con sus quesos, con tus besos...Los tres juntos ¡qué ilusión!). Pese a la simpleza de la letra, se ha querido encontrar ecos de la precariedad y miseria en la que vivían la mayor parte de los ciudadanos de la época, en una posguerra autárquica, conocida como los años del hambre. Caracterizada por la escasez de comida, tener una fuente de alimentación como la descrita en la canción constituía un auténtico sueño para la población y como señaló Manuel Vázquez Montalbán se trata de la canción compensatoria de la desnutrición comunitaria.
Con ritmo de foxtrot, fue inicialmente interpretada por Juan Torregrosa y la Orquesta Tejada. Poco después se grababa la versión de La Orquesta Albalat con el trío vocal Hermanas Rusell. Un año más tarde, en 1947, se versionaba por la Orquesta del argentino Feliciano Brunelli y voz de Fernando Raymond.

## Versiones
El tema está incluido en la banda sonora de la película Canciones para después de una guerra (1971), de Basilio Martín Patino. Versionada posteriormente por Rudy Ventura y su conjunto (1960), por el dúo holandés Johnny and Charley (1965) y por la banda Topolino Radio Orquesta (1982).
También se interpreta en la película argentina Esperando la carroza (1986), dirigida por Alejandro Doria y es parodiada en El milagro de P. Tinto (1998) de Javier Fesser con el nuevo título de Tengo un OVNI formidable en la voz de Juan Luis Cano.
En 2012 se versionó por el grupo infantil Cantajuego en su disco Fiesta en la aldea encantada.